# Красители для микроскопии
Красители для микроскопии — группа органических красителей (фуксин и др.) и неорганических веществ (осмия тетраоксид и др.) для окрашивания микроскопических препаратов. Применяются для выделения отдельных клеточных структур за счет специфического химического взаимодействия характерных для тех или иных клеточных органелл веществ с красителем или их смесью.
Исследователи природы начали проявлять интерес к красителям начиная с изобретения микроскопа. Достоверно сказать, кто первый из них стал использовать красители для окраски микропрепаратов сегодня уже невозможно. Однако многими естествоиспытателями было замечено, что большинство живых объектов, попадающих в поле зрения окуляра микроскопа, практически не окрашены, да и клеточные органеллы едва различимы в цитоплазме. Поэтому с возникновением микроскопа появляются и два типа преодоления бесцветности биологических объектов; первый — попытка решить проблему техническими средствами — разработка новых способов освещения (косое освещение, люминесценция), контрастирование (методом фазового контраста, микроскопия в тёмном поле, в окрашенном тёмном поле и т. п.); второй — придать окраску с помощью красителя.
Первой классической работой по использованию красителей в микроскопии принято считать статью П. Эрлиха где описывалось избирательное окрашивание метиленовым синим нейронов головного мозга.
В настоящее время в арсенале микроскопистов применяется огромное количество красителей. Только во 2-м издании Color Index перечислено более 3500 красителей. За рубежом основным руководством для биологов-исследователей по красителям является справочник, издаваемый Комиссией по биологическим красителям. Комиссия создана несколькими Американскими научными обществами и постоянно работает при их участии — испытывает новые красители, распространяет информацию об их составе и методах использования.

## Классификация и номенклатура красителей
Красители, используемые в биологии, можно классифицировать по следующим критериямː
- по источникам получения;
- по химическому составу;
- по использованию или способности окрашивать определённые структуры.